# Класифікація фітоценозів генетична
Класифікація фітоценозів генетична (філогенетична) — класифікація, заснована на схожості походження в історії розвитку флористичних комбінацій синтаксонів. Ідеї генетичної класифікація фітоценозів зародилися в працях А. М. Краснова (1888), І. К. Пачоського, (1891), С. І. Коржинского (1899), В. М. Сукачова (1915). У СРСР принципи генетичної класифікація фітоценозів розвивалися О. І. Лєсковим та В. Б. Сочавою. Однією з вищих одиниць синтаксономічної ієрархії в генетичній класифікації фітоценозів є фратрія формацій.